# Narodni park Egmont
Narodni park Egmont (maorsko Te Papakura o Taranaki) je južno od New Plymoutha, blizu zahodne obale Severnega otoka Nove Zelandije. Park pokriva goro Taranaki in njena pobočja. Park je bil prvič ustanovljen leta 1881 kot gozdni rezervat in je leta 1900 postal drugi narodni park Nove Zelandije.
Gozdni rezervat je bil ustvarjen v radiju 6 milj (9,6 kilometra) okoli stožca spečega vulkana. Območja, ki obsegajo starejše vulkanske ostanke Pouakai in Kaitake, so bila pozneje dodana rezervatu na severozahodni strani. Gozd je z vseh strani obdan s pašniki, ki mu dajejo izrazito krožno obliko.

## Ekologija
Park prejme ogromno letnih padavin. Vlažni zahodni vetrovi iz Tasmanovega morja tvorijo orografske padavine, ko dosežejo goro Taranaki in sosednji pogorji Pouakai in Kaitake. Ker ima območje veliko letnih padavin in milo obmorsko podnebje, vznožje prekriva bujni deževni gozd, ki je nacionalno pomemben zaradi popolne odsotnosti bukev (rod Nothofagus).
Prisoten je bogat severni rata/rimu/širokolistni gozd, čeprav celoten ekosistem parka kaže različne vzorce višinske cone – prvi dve veliki vrsti dreves sta pogosti na nižjih nadmorskih višinah, medtem ko kamahi (Pterophylla racemosa) prevladuje v zakrnelem visokogorskem gozdu. V teh starih gozdovih je kronska praprot (Blechnum discolor) prevladujoča podrastna rastlinska vrsta.
Značaj rastlinskih združb se z naraščajočo nadmorsko višino še naprej spreminja v subalpska in alpska grmišča na visokih nadmorskih višinah, ki so v močnem nasprotju z okoliškimi pašniki. Med geografskimi značilnostmi parka je opazen jasen radialni drenažni vzorec, ki ga je mogoče razbrati na satelitski sliki na desni.
Močvirje Ahukawakawa je redko visoko ležeče (920 m) mokrišče s šotnim mahom (Sphagnum moss), ki je med goro Taranaki in pogorjem Pouakai. Vsebuje veliko endemičnih vrst, prilagojenih na kisla tla in nizke temperature.
Park je bil leta 2022 razglašen za prostega divjih koz, kar je bil prvi narodni park na Novi Zelandiji brez parkljarjev, saj je bil že brez divjih prašičev in jelenov. Prisotni škodljivci vključujejo oposume, glodavce, zajce, podlasice in dihurje.

## Galerija
- Entrance sign, Egmont NP, New Zealand
- Low on the trail to the summit of Mount Taranaki